# Calamoclostes silvestris
Calamoclostes silvestris is een insectensoort uit de familie Archembiidae, die tot de orde webspinners (Embioptera) behoort. 
Calamoclostes silvestris is voor het eerst wetenschappelijk beschreven door Ross in 2001.